# سد حديثة
سد حديثة أو سد القادسية أحد سدود العراق يقع على نهر الفرات مقدم مدينة حديثة ب7 كيلومتر بسعة خزن أولية 8,28 مليار متر مكعب والغرض منه تنظيم وإرواء المساحات المزروعة في حوض الفرات الأوسط والاسفل إضافة إلى الوقاية من الفيضانات وتوليد الطاقة الكهربائية وهو ثاني أكبر السدود في العراق والشرق الأوسط من حيث مساهمته في توليد الطاقة الكهربائية بعد سد الموصل (سد صدام سابقا) ذو طاقة إنتاج قصوى 1050 ميجا واط. ويحوي على ستة محطات توليد كهرومائية بطاقة قصوى 660 ميجا واط. يحصر السد خلفه المياه في بحيرة القادسية.
اتخذت القوات الأمريكية السد كقاعدة عسكرية تحديدا (US Army Rangers مع فرقتي 81 mm mortar) في 1/4/2003.
تم بناء السد بالتعاون مع جمهورية يوغسلافيا حيث بدأت أعمال البناء في العام 1978 لتنتهي في العام 1986
هذا ويذكر أنه بعد غزو العراق قامت سلطة الإئتلاف المؤقتة بمشروع صيانة وإعادة تأهيل السد فأسندت المشروع إلى شركة (CH2MHill) بإشراف مباشر من مكتب إدارة المشاريع وإعادة الإعمار في سلطة الإئتلاف المؤقتة بكلفة 12000000$ ليعمل السد في تمام ال 5:30 من مساء 2004/5/31 بطاقته القصوى 660 ميجا واط ولأول مرة منذ عام 1990.

## الأهمية الأقتصادية
الري : يوفر السد المياه لري أكثر من 100,000 هكتار من الأراضي الزراعية، مما يعزز من الإنتاجية الزراعية ويقلل من الاعتماد على مياه الأمطار فقط.
التأثير : يساهم في تحقيق الأمن الغذائي ويعزز من الاقتصاد المحلي من خلال زيادة الإنتاج الزراعي.
توليد الكهرباء : يحتوي السد على محطة كهرومائية بقدرة توليد تصل إلى 660 ميجاوات،مما يجعله أحد المصادر الرئيسية للطاقة في العراق.
الصيد : يوفر السد بيئة مناسبة لتكاثر الأسماك، مما يجعل الصيد نشاطاً اقتصادياً مهماً لسكان المنطقة.
التأثير: يعزز من اقتصاديات الصيد ويوفر مصادر غذائية مهمة للمجتمع المحلي.

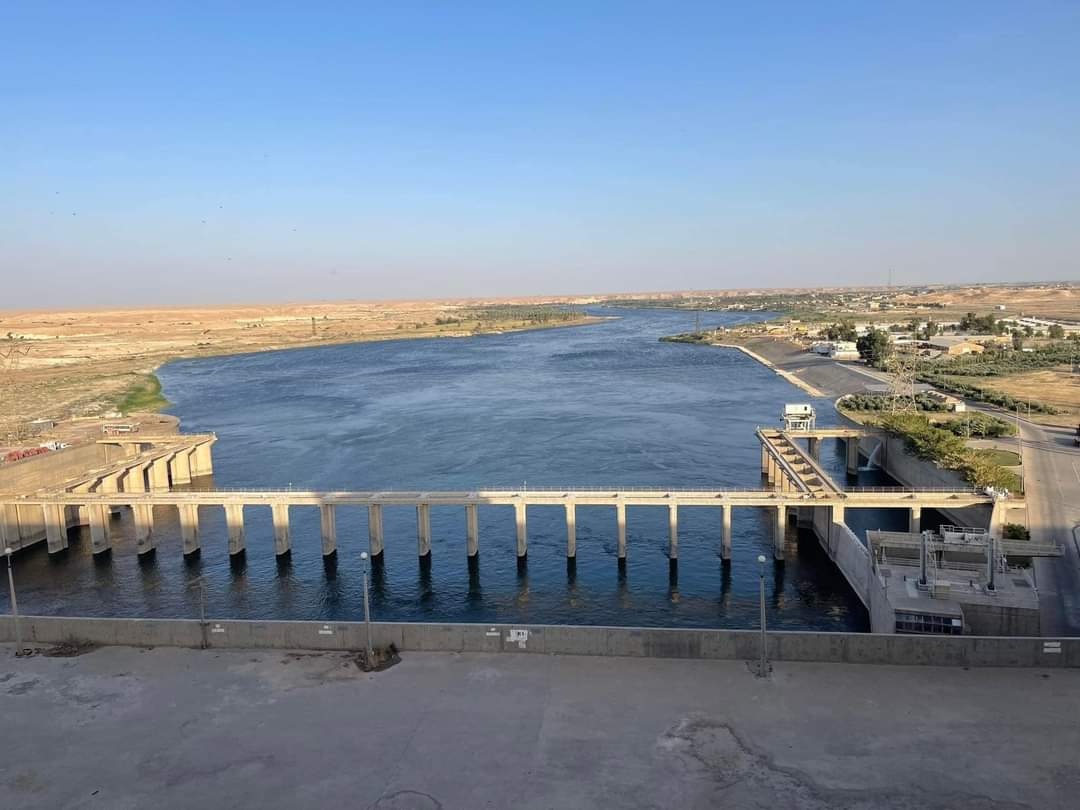
سد حديثة 2024

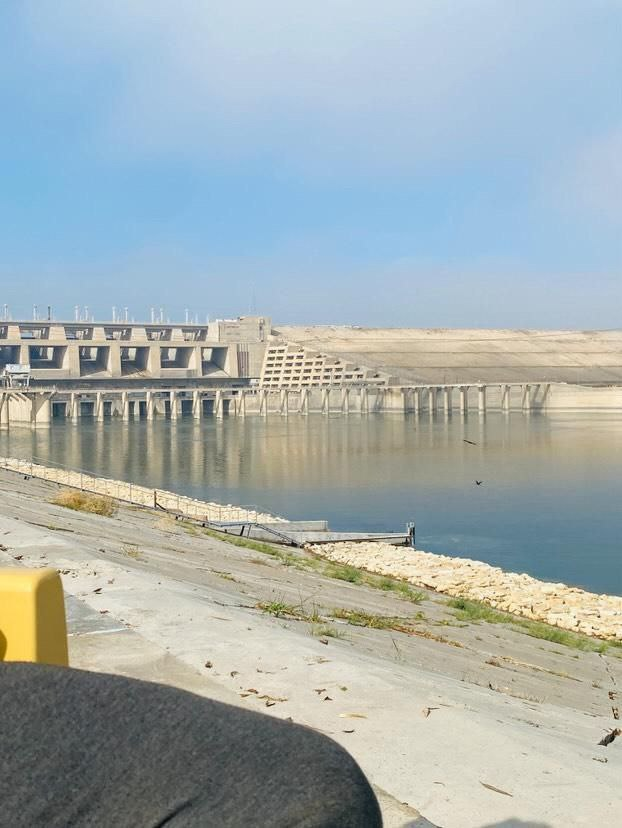

## الآثار البيئية
أدت إنشاءات السد إلى تغييرات في النظام البيئي المحلي ، بما في ذلك غمر مواقع أثرية مثل موقع "أوسية" الأثري ومدينة "عانة" القديمة. يواجه السد تحديات متعلقة بإدارة المياه وتأثير التغيرات المناخية على مستويات المياه.

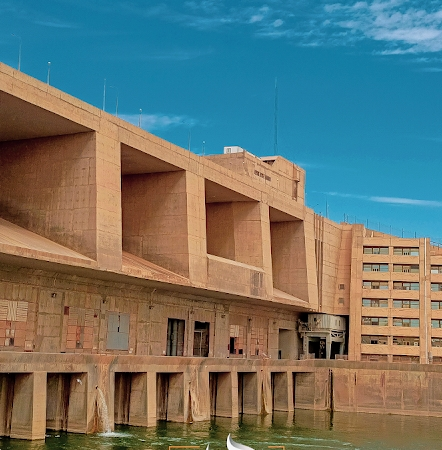
سد حديثة 2024

## مواضيع ومقالات مشابهة
- http://cpa-iraq.org/arabic/pressreleases/20040421_dam-arabic.html